# Fanfare pour l'Éventail de Jeanne
Fanfare pour l'Éventail de Jeanne est une œuvre pour orchestre de Maurice Ravel composée en 1927 comme prélude au ballet collectif L'Éventail de Jeanne, écrit pour Jeanne Dubost.

## Présentation
L'Éventail de Jeanne est un ballet collectif écrit en 1927 par dix compositeurs en guise de surprise pour la mécène Jeanne Dubost. Maurice Ravel compose dans ce cadre une Fanfare qui tient lieu de prélude, et en principe de ritournelle, précise le musicologue Marcel Marnat.
L'œuvre est créée avec le ballet intégral à titre privé dans le salon de Jeanne Dubost le 16 juin 1927, sous la direction de Roger Désormière, et en public à l'Opéra de Paris (Palais Garnier) le 4 mars 1929, dans des décors et costumes de René Moulaert et Pierre Legrain, avec les danseuses Yvette Chauviré, Odette Joyeux et la jeune Tamara Toumanova, notamment,.
La partition est publiée par Heugel en 1929.
Dans le catalogue des œuvres de Maurice Ravel établi par Marcel Marnat, la pièce porte le numéro O 80.

## Analyse
D'une durée moyenne d'exécution d'une minute trente environ, la Fanfare pour l'Éventail de Jeanne est une œuvre de vingt-neuf mesures « fascinante par sa brièveté et sa densité ».
Roland-Manuel la qualifie de « fanfare lilliputienne, qui commence comme une sonnerie de trompes d'insectes pour finir dans le style du Crépuscule des Dieux ».
Marcel Marnat relève que Ravel, « partant d'une bitonalité exquise, évoquant le monde en réduction des Histoires naturelles et plus particulièrement du Grillon, [...] aboutira « Wagneramente » (!) à un plongeon abrupt dans le néant (violent coup de tam-tam) ». Dans la partition, « on ne peut manquer de noter la maîtrise instrumentale, le « coffre » — d'une solennité parodique — donné à la rafale de batterie qui introduit l'aérienne pétarade de bois stridents. L'apparition des trompettes est aussitôt relayée par des cordes griffées qui accorderont une acidité inoubliable à la petite marche qui suit, marche qui mène à quelque chose d'inexorable, à la chute d'un Wallalah miniature. Voici donc la contrepartie farceuse de Ronsard à son âme, mais aussi tracé le profil du Concerto pour la main gauche ».

## Instrumentation
L'instrumentation requiert, :
| Instrumentation de Fanfare pour l'Éventail de Jeanne                 |
| Bois                                                                 |
| 1 flûte (jouant piccolo), 1 hautbois, 1 clarinette en la, 1 basson   |
| Cuivres                                                              |
| 1 cor en fa, 1 trompette en ut                                       |
| Percussions                                                          |
| tambour, grosse caisse, tam-tam                                      |
| Claviers                                                             |
| jeu de timbres                                                       |
| Cordes                                                               |
| premiers violons, seconds violons, altos, violoncelles, contrebasses |

L'œuvre existe également dans une transcription du compositeur pour piano à quatre mains.

## Discographie

### Intégrales du ballet
- L'Éventail de Jeanne, avec Les Mariés de la tour Eiffel, Philharmonia Orchestra, Geoffrey Simon (en) (dir.), Chandos, 1984.
- L'Éventail de Jeanne, avec Ma mère l'Oye (ballet), Orchestre national des Pays de la Loire, John Axelrod (dir.), Naxos 8.573354, 2016.

### Isolément
- Maurice Ravel : Orchestral Works, Vol. 2, par l'Orchestre symphonique de la radio de Stuttgart et Stéphane Denève (dir.), Hänssler 93.325, 2014.
- Maurice Ravel : The Complete Works, Warner Classics 0190295283261, 2020[8] :
  - version pour piano à quatre mains par Ingryd Thorson et Julian Thurber, CD 4 ;
  - version orchestrale par le City of Birmingham Symphony Orchestra et Simon Rattle (dir.), CD 10.